# Nathaniel Chalobah
Nathaniel Nyakie Chalobah (Freetown, 12 de dezembro de 1994) é um futebolista profissional serra-leonês radicado na Inglaterra que atua como volante. Atualmente, joga pelo Sheffield Wednesday.

## Carreira em clubes
Contratado pelo Chelsea para atuar em suas categorias de base em 2005, Chalobah assinou seu primeiro contrato profissional em janeiro de 2012, quanto tinha apenas 17 anos. O "presente" foi sua escalação frente ao jogo contra o Wolverhampton, no dia 2 do mesmo mês, mas ele não entrou em campo. Chegou inclusive a viajar com a delegação dos "Blues" para a final da Liga dos Campeões, onde o Chelsea enfrentaria o Bayern de Munique (vencendo apenas na decisão por pênaltis).
Para dar maior experiência ao jovem, o Chelsea o emprestou ao Watford por cinco meses, sendo o emprésitmo renovado por mais quatro meses. Chalobah disputou 38 jogos e marcou cinco gols, ajudando o Watford a chegar aos playoffs de promoção, mas o clube acabaria derrotado pelo Crystal Palace.
De volta ao Chelsea, Chalobah renovou seu vínculo por mais cinco anos, e declarou que pretende continuar nos "Blues" até o final da carreira. Menos de um mês depois, foi novamente emprestado, agora para o Nottingham Forest, por um período de quatro meses. O técnico do Forest, Billy Davies, declarou que o jogador "era um jovem com muito talento".
Em 13 de julho de 2024, Chalobah foi contratado pelo Sheffield Wednesday.

## Seleção
Desde 2008, Chalobah defende as seleções de base da Inglaterra, tendo passado inicialmente na categoria sub-16, tendo jogado ainda nas categorias Sub-17, Sub-19 e Sub-21. Apesar disto, ele é elegível para defender Serra Leoa, seu país natal.

## Títulos
Chelsea
- Campeonato Inglês: 2016–17

Inglaterra
- Campeonato Europeu Sub-17: 2010

### Prêmios individuais
- Equipe do torneio do Campeonato Europeu Sub-17 de 2011
- Equipe do torneio do Campeonato Europeu Sub-19 de 2012[4]